# Max Penson
Max Penson (17. března 1893 Veliž – 1959 Taškent) byl ruský fotožurnalista a fotograf Sovětského svazu známý svými fotografiemi Uzbekistánu. Jeho fotografie dokumentovaly ekonomickou přeměnu Uzbekistánu z vysoce tradiční feudální společnosti na moderní sovětskou republiku v letech 1920 až 1940. Max Penson je jedním z nejvýznamnějších představitelů uzbecké fotografie.

## Životopis
Narodil se v roce 1893 v židovské rodině chudého knihaře v malém městě Veliž ve Vitebské gubernii (dnešní Smolenská oblast, Rusko). Brzy se přestěhoval do Vilniusu, kde se zapsal do umělecké školy S. N. Juzhanina. V roce 1914 byl jako Žid nucen přestěhovat se svou rodinou do Kokandu v Turkestánu.
Po ruské revoluci v roce 1917 založil v Kokandu uměleckou školu pod vedením Kokandské revoluční komise. Stal se ředitelem a učil kreslení 350 uzbeckých dětí studujících na škole. V roce 1921 se jeho život dramaticky změnil, když získal fotoaparát. V letech 1920–1940 se stal jedním z předních profesionálních fotografů Uzbekistánu, potažmo Sovětského svazu, dokumentoval jeho obyvatele a hospodářský vývoj a do roku 1940 udělal přes 30 000 fotografií.
Přestěhoval se do uzbeckého hlavního města Taškentu a od roku 1926 do roku 1949 pracoval pro největší zpravodajské noviny ve střední Asii, Pravda Vostoka (Pravda východu). Během třicátých let byl obzvláště plodný při zachycování veřejných inženýrských prací v Uzbekistánu a industrializaci obchodu s bavlnou v zemi. Pensonovy obrazy šířila sovětská tisková agentura TASS a v třicátých letech jeho fotografie vystupovaly v sovětském časopisu zkoumajícím hospodářský vývoj v Sovětském svazu pod názvem SSSR na strojke.
V roce 1937 se Penson zúčastnil světové výstavy v Paříži a získal cenu Grand Prix za fotografii Uzbecká Madona, portrét mladé uzbecké ženy, která na veřejnosti kojí své dítě. V roce 1939 fotografoval výstavbu Velkého Ferganského kanálu. V roce 1940 se Penson setkal se Sergejem Ejzenštejnem, který o něm řekl:
 Nemůže být mnoho mistrů, kteří si pro svou práci vyberou konkrétní terén, zcela se mu věnují a činí z něj integrální součást svého osudu. Je například prakticky nemožné mluvit o městě Fergana, aniž bychom nezmínili všudypřítomného Pensona, který celý Uzbekistán procestoval s fotoaparátem. Jeho bezkonkurenční fotoarchivy obsahují materiál, který nám umožňuje sledovat historické období republiky, rok od roku a stránku za stránkou.

## Stáří a smrt
V roce 1948 kvůli nárůstu antisemitismu pod tlakem Josifa Stalina donutily události Pensona opustit své 25leté postavení v redakci deníku Pravda Vostoka. Zemřel v roce 1959.

## Dědictví
V Moskevském domě fotografie je umístěno velké množství Pensonových děl. V roce 2006 ruský miliardář Roman Abramovič sponzoroval výstavu Pensonových fotografií z Uzbekistánu po dohodě s Moskevským domem fotografie dne 29. listopadu 2006 ve sbírce Gilberta v Somersetově domě v Londýně. Abramovič dříve financoval výstavu „Tichý odpor: Ruská piktorialistická fotografie 1900–30“ v téže galerii v roce 2005, kterou pořádal také Moskevský dům fotografie. Další galerií, která se věnovala fotografickému dědictví Maxe Pensona, je Galejevova galerie se samostatnou výstavou Pensonovy práce v Moskvě (21. září – 31. října 2006). Poslední výstavy Pensonových děl byly od 30. listopadu do 2. prosince 2010 v Ruském kulturním středisku v Londýně (běžně známé jako Puškinův dům) a od 5. dubna do 13. května 2011 v newyorské galerii Nailya Alexander.